# Nidoran♂ et ses évolutions
Nidoran♂ (ニドラン♂, Nidoran♂, dans les versions originales en japonais) et ses évolutions, Nidorino (ニドリーノ, Nidorino) et Nidoking (ニドキング, Nidoking), sont trois espèces de Pokémon de la première génération.
Issus de la célèbre franchise de médias créée par Satoshi Tajiri, ils apparaissent dans une collection de jeux vidéo et de cartes, dans une série d'animation, plusieurs films, et d'autres produits dérivés, ils sont imaginés par l'équipe de Game Freak et dessinés par Ken Sugimori. Leur première apparition a lieu au Japon en 1996, dans les jeux vidéo Pokémon Vert et Pokémon Rouge. Nidoran♂ et Nidorino sont tous les deux de type poison, alors que Nidoking a le double type poison et sol. Ils occupent respectivement les 32e, 33e et 34e emplacements du Pokédex, l'encyclopédie fictive recensant les différentes espèces de Pokémon.
Cette espèce de Pokémon est exclusivement composée d'individus mâles. Avec leurs équivalents féminins, ce sont les premiers Pokémon sexués avant que la sexualisation de l'ensemble des Pokémon apparaisse avec le système de reproduction dans Pokémon Or et Argent.

## Création
Propriété de Nintendo, la franchise Pokémon est apparue au Japon en 1996 avec les jeux vidéo Pocket Monsters Vert et Pocket Monsters Rouge. Son concept de base est la capture et l'entraînement de créatures appelées Pokémon, afin de leur faire affronter ceux d'autres dresseurs de Pokémon. Chaque Pokémon possède un ou deux types – tels que l'eau, le feu ou la plante – qui déterminent ses faiblesses et ses résistances au combat. En s'entraînant, ils apprennent de nouvelles attaques et peuvent évoluer en un autre Pokémon.

### Conception graphique
La conception de Nidoran♂, de Nidorino et de Nidoking est le fait, comme pour la plupart des Pokémon, de l'équipe chargée du développement des personnages au sein du studio Game Freak. Leur apparence est finalisée par Ken Sugimori pour la première génération des jeux Pokémon, Pokémon Rouge et Pokémon Vert, sortis à l'extérieur du Japon sous les titres de Pokémon Rouge et Pokémon Bleu,. Nidoran♂ est le troisième Pokémon à avoir été finalisé, après Rhinoféros et Kangourex.
Nintendo et Game Freak n'ont pas évoqué les sources d'inspiration de ces Pokémon. Néanmoins, certains fans avancent que Nidoran♂, Nidorino et Nidoking seraient inspirés du lapin ou de la souris. Nidoking pourrait être en plus inspiré du dinosaure, voire du monstre japonais Baragon.
Nidorino est auparavant apparu dans Capture Monsters, une franchise développée avant Pokémon par Satoshi Tajiri.

### Étymologie
Nidoran♂, Nidorino et Nidoking sont initialement nommés Nidoran♂ (ニドラン♂), Nidorino (ドリーノ, Nidorīno) et Nidoking (ニドキング, Nidokingu) en japonais. L'origine du nom est débattue en fonction de la source. IGN avance que « nidor », signifiant « odeur » en latin, serait pour base du nom. De son côté, Pokébip pense que le nom viendrait du nom japonais d'« aiguille », puis respectivement du grec « rhino », signifiant nez et de l'anglais « king » (roi en français). Bien que les noms des Pokémon soient généralement adaptés lors de la traduction des jeux vidéo, les noms de ces trois Pokémon sont restés identiques en anglais, en allemand et en français.

## Description
Ces trois Pokémon sont les évolutions les uns des autres : Nidoran♂ évolue en Nidorino puis en Nidoking. Dans les jeux vidéo, l'évolution en Nidorino survient en atteignant le niveau 16 ; il évolue lui-même en étant exposé à une pierre lune. Pour évoluer en Nidoking, Nidoran♂ doit d'abord évoluer en Nidorino.
Comme l'indique le nom du Pokémon de base, cette espèce est constituée exclusivement de mâles. Nidoran♀ et ses évolutions, Nidorina et Nidoqueen, sont en effet présentés comme une espèce de Pokémon distincte. Les statistiques diffèrent entre le mâle et la femelle, ils ont une meilleure vitesse et une meilleure attaque mais ont moins de défense.
Comme pratiquement tous les Pokémon, ils ne peuvent pas parler : lors de leurs apparitions dans les jeux vidéo tout comme dans la série d'animation, ils sont seulement capables de communiquer verbalement en répétant les syllabes de leur nom d'espèce en utilisant différents accents, différentes tonalités, et en rajoutant du langage corporel.

### Nidoran♂
C'est une petite créature reptilienne ressemblant à un rongeur qui se déplace à quatre pattes. Il a une couleur rose clair avec des taches violettes sur la croupe. Il possède de grandes oreilles roses et vertes à l'intérieur et des incisives dépassant de sa bouche qui lui permettent d'attaquer ou de couper des objets très solides. Par rapport au Nidoran femelle, il a une corne qui dépasse de son front. Le Nidoran femelle en possède une aussi, mais moins voyante. Les grandes oreilles du Nidoran mâle sont très sensibles. Il peut les orienter à sa guise pour entendre ses ennemis arriver. S'il sent une présence hostile, il se tapit dans les hautes herbes et attend qu'on lui marche dessus pour empoisonner son adversaire grâce aux aiguillons de son dos.

### Nidorino
Nidorino est plus grand et plus fort que sa pré-évolution. Il ressemble quelque peu à un croisement entre un rhinocéros et un lapin avec des épines et des cornes couvrant son organisme. Nidorino est plus agressif que Nidoran mâle et est plus rapide pour attaquer quand il remarque une menace; ses grandes oreilles servant à surveiller son environnement. La corne sur sa tête sécrète un venin puissant qui est libéré lors d'un contact avec un ennemi. Il est indépendant et peut être très féroce.

### Nidoking
Sa corne est devenue assez dure pour percer du diamant et contient toujours du venin qui est sécrété lorsqu'il y a contact avec un ennemi. Sa queue est devenue tellement puissante qu'il peut provoquer de grands tremblements de terre en la faisant percuter le sol. Il est si puissant qu'il peut mâchouiller un poteau téléphonique comme si c'était une brindille. Il peut aussi utiliser sa queue pour mettre à terre son opposant, puis le serrer afin de lui briser les os, en effet, il est capable de briser une tour de transmission métallique. Les Nidoking sont facilement irritables et peuvent être très violents s'ils sont provoqués.  Nidoking continuera souvent ses saccages alors qu'il y a peu ou pas de raison apparente.

## Apparitions

### Jeux vidéo
Nidoran♂, Nidorino et Nidoking apparaissent dans la série de jeux vidéo Pokémon. D'abord en japonais, puis traduits en plusieurs autres langues, ces jeux ont été vendus à près de 200 millions d'exemplaires à travers le monde. Ils font leur première apparition le 27 février 1996, dans les jeux japonais Pocket Monsters Aka (ポケットモンスター 赤, Poketto Monsutā Aka, Pocket Monsters Rouge) et Pocket Monsters Midori (ポケットモンスター 緑, Poketto Monsutā Midori, Pocket Monsters Vert) (remplacé dans les autres pays par la version Bleue). Depuis la première édition de ces jeux, Nidoran♂, Nidorino et Nidoking sont réapparus dans les versions jaune, or, argent, cristal, vert feuille, rouge feu, perle, diamant, platine, noir 2 et blanc 2.
Il est possible d'avoir un œuf de Nidoran♂ en faisant se reproduire Nidoran♂, Nidorina ou Nidoqueen avec un Métamorph. Cet œuf éclot après 5 120 pas, et un Nidoran♂ de niveau 5 en sort. Nidoran♂ appartient aux groupes d'œuf monstre et champ. Il partage avec ses deux évolutions deux capacités identiques « Point Poison » et « Rivalité » et avec Nidorino uniquement « Agitation », tandis que Nidoking a la capacité « Sans Limite ».

### Série animée et films
La série télévisée Pokémon et les films qui en sont issus narrent les aventures d'un jeune dresseur de Pokémon du nom de Sacha, qui voyage à travers le monde pour affronter d'autres dresseurs ; l'intrigue est souvent distincte de celle des jeux vidéo. Dans l'épisode Amour rime avec toujours, les protagonistes de la série rencontrent un Nidoran♀ et un Nidoran♂ qui sont tombés amoureux l'un de l'autre. Ces deux Pokémon appartiennent respectivement à une fille, Emily, et un garçon, Ralph, bien que ces deux personnages se détestent. Le Nidoran♀ d'Emily fut nommé Maria. Ralph et Emily durent coopérer s'ils voulaient sauver leurs deux Pokémon de l'emprise de la Team Rocket. Après un combat avec la Team Rocket, et après avoir embrassé le Nidoran femelle d'Emily, le Nidoran♂ de Ralph évolue en Nidorino. Régis possède un Nidoking, visible pour la première fois dans l'épisode 63 où il l'utilisera pour tenter d'obtenir le badge Terre (échec face à Giovanni et Mewtwo), et qui perdra également face à un Grolem lors du quatrième tour de la Ligue Indigo dans l'épisode 77, causant l'élimination de Régis.
Nidorino apparaît pour la première fois dans le tout premier épisode de la série, Le Départ.